# Гибралтар (Венесуэла)
Гибралтар — город в штате Сулия, Венесуэла. Располагается на озере Маракайбо. Население — около 4 тыс. человек.
Город был основан в 1592 году испанским конкистадором Гонзало Людьена как Сан Антонио де Гибралтар (назван в честь Гибралтара, ныне британская заморская территория). В течение колониального периода был главным центром экспорта какао в Мериде. В 1666 году город был захвачен Франсуа Олоне, а двумя годами позже — Генри Морганом.